# Шахта «Фащівська»
ДВАТ Шахта «Фащівська». Входить до ДХК «Луганськвугілля». Розташована у смт. Фащівка, Перевальського району Луганської області.
Фактичний видобуток 1278/1810 т/добу (1990/1999). У 2003 р видобуто 121 тис.т. вугілля.
Максимальна глибина 520 м (1990/1999). Протяжність підземних виробок 49,1/39,8 км (1990/1999). У 1990/1999 розробляла відповідно пласти l1, l6, l8, k8, та l6, m3 потужністю 1,13/1,02 м, кути падіння 14-17°.
Пласти l1, l6, l8 небезпечні щодо раптових викидів вугілля і газу. Кількість очисних вибоїв 4/3, підготовчих 6/3 (1990/1999).
Кількість працюючих: 1649/1555 осіб, в тому числі підземних 980/992 осіб (1990/1999).
Адреса: 94344, смт. Фащівка, Перевальський район, Луганської обл.